# 夏元鼎
夏元鼎（1181年—?），字宗禹，永嘉（今浙江永嘉）人。南宋时期道士。
淳熙八年（1181年）出生。早年從永嘉諸老游。博极群書，屢試不第。嘉定年間曾任贾涉幕僚，为小校武官。因奔波劳顿染疾，有人教以吐纳导引法而得以痊愈。於是对道教内丹术产生兴趣。在上饒，夜感異夢，遂棄官學道。四十歲時往龙虎山设醮受箓。尝游祝融峰，自稱遇仙人指授，因为作讲义。自号云峰散人、西城真人。撰有《紫阳真人悟真篇讲义》《黄帝阴符经讲义》。又注阴符、药镜、悟直三书。與真德秀相善，德秀為其書撰序，稱元鼎所著“讀之使人煥然無疑”。卒年不详。
夏元鼎亦能词，“踏破鐵鞋無覓處，得來全不費工夫。”即其《絕句》作品。著有詩集《蓬莱鼓吹》一卷。